# Doliocarpus sagotianus
Doliocarpus sagotianus är en tvåhjärtbladig växtart som beskrevs av Kubitzki. Doliocarpus sagotianus ingår i släktet Doliocarpus och familjen Dilleniaceae. Inga underarter finns listade i Catalogue of Life.